# Kanton Maringues
Maringues is een kanton van het Franse departement Puy-de-Dôme. Het kanton maakt deel uit van de arrondissementen Thiers (10) en Riom (10).

## Gemeenten
Het kanton Maringues omvatte tot 2014 de volgende 4 gemeenten:
- Joze
- Limons
- Luzillat
- Maringues (hoofdplaats)

Na de herindeling van de kantons bij decreet van 21 februari 2014, met uitwerking op 22 maart 2015, omvat het volgende 20 gemeenten, waaronder alle gemeenten van de opgeheven kantons Châteldon en Randan:
- Bas-et-Lezat
- Beaumont-lès-Randan
- Charnat
- Châteldon
- Lachaux
- Limons
- Luzillat
- Maringues
- Mons
- Noalhat
- Paslières
- Puy-Guillaume
- Randan
- Ris
- Saint-André-le-Coq
- Saint-Clément-de-Régnat
- Saint-Denis-Combarnazat
- Saint-Priest-Bramefant
- Saint-Sylvestre-Pragoulin
- Villeneuve-les-Cerfs